# Ismael Ivo
Ismael Ivo (São Paulo, 17 de janeiro de 1955 — São Paulo, 8 de abril de 2021) foi um dançarino e coreógrafo brasileiro. Em 2017 foi nomeado diretor do Balé da Cidade de São Paulo.

## Biografia
De origem humilde, nascido na Vila Prudente e criado na Vila Ema, Zona Leste de São Paulo, foi criado apenas pela mãe, empregada doméstica, que morreu em 2017. Ivo afirmava que sua mãe foi a grande incentivadora para que enfrentasse os desafios. Desde adolescente, interessava-se pela dança, e sabia que era a sua vocação. Conseguiu bolsas de estudos em escolas de dança moderna e conseguiu integrar o corpo de dançarinos do Teatro de Dança Galpão em São Paulo. O coreógrafo Klauss Vianna o levou para integrar o grupo experimental de dança do Teatro Municipal, onde ficou durante um ano.
Em 1983, durante uma apresentação solo na Bahia, conheceu o coreógrafo norte-americano Alvin Ailey, que se interessou pelo seu trabalho e lhe abriu as portas para uma carreira internacional. Ivo mudou-se para o exterior e, em 1984, fundou juntamente com o diretor artístico Karl Regensburger, o festival de dança contemporânea ImPulsTanz em Viena, considerado um dos maiores festivais internacionais de dança da Europa. Também trabalhou com a coreógrafa e diretora de balé alemã Pina Bausch, com o coreógrafo norte-americano William Forsythe e com a performer sérvia Marina Abramović. Ivo foi diretor da Bienal de Veneza e o primeiro negro e estrangeiro a dirigir o Teatro Nacional Alemão, em Weimar. Entre Estados Unidos e Europa, viveu fora do Brasil durante 33 anos.
Depois de um convite da Secretaria Municipal da Cultura de São Paulo, mudou-se de Berlim para São Paulo em 2017 para dirigir o Balé da Cidade de São Paulo, sendo o primeiro negro a ocupar o cargo. Segundo a professora do Instituto de Artes da Unicamp, Cássia Navas, Ismael Ivo "mantém a tradição de trazer criações de nomes internacionais consolidados, mas abre chances para o novo. Sua arte foi validada em vários lugares do mundo e, ao vir para cá, ele coloca o balé em uma rede muito potente. Torna-se um mediador".
Ismael Ivo também foi o curador do Programa de Qualificação em Artes de Dança de São Paulo. Em 2018 visitou com sua equipe, vários grupos de dança por cidades paulistas, onde deu palestras, fez apresentações e orientou os processos técnicos de criação.

### Controvérsias
No final de agosto de 2020, tornaram-se públicas denúncias de integrantes do Balé da Cidade de São Paulo, acusando Ismael de assédio moral, em um processo interno de investigação, conduzido pelo Instituto Odeon, que era na época o administrador do Theatro Municipal. A defesa do coreógrafo declarou que as acusações eram infundadas, e que ele continuaria a trabalhar com profissionalismo pelo bom desempenho do grupo de dança.
O relatório do Instituto Odeon mencionou que foram colhidos depoimentos de pessoas que teriam presenciado o suposto assédio moral, e que negaram ter havido conduta inadequada. O processo também averiguava a acusação de um produtor, por importunação sexual em reuniões. Quanto a esta acusação em particular, o relatório mencionou que o Instituto Odeon teve acesso a emails e depoimentos, e concluiu que teria havido apenas "um flerte que não prosperou, depois que uma das partes se mostrou desinteressada".
O relatório, que foi assinado por representantes do Instituto Odeon e da Fundação Theatro Municipal, concluiu que a investigação não encontrou evidências de qualquer conduta inadequada de Ismael, pedindo o arquivamento da investigação interna. No entanto, mesmo tendo sido inimputado, o coreógrafo foi desligado do corpo de funcionários do Theatro Municipal, assim que o Instituto Odeon terminou o contrato de administração do teatro, assumindo em seu lugar o Santa Marcelina Cultura. Segundo a Fundação Theatro Municipal, a demissão não teve relação com o processo, tendo sido devido à troca de gestão administrativa. A assessoria de Ismael Ivo declarou que sua demissão, mesmo depois de absolvido, teria provocado uma frustração no artista, que chegava a preocupar por ter sofrido dois AVCs havia pouco tempo. Um movimento interno foi organizado, questionando formalmente através de uma carta, a demissão mesmo depois de absolvido de "acusações levianas e improcedentes", feitas por pessoas "que não se sentiram representadas por um homem negro", e que teria sido um ato de racismo.

## AVC e morte
Em junho de 2020, sofreu dois AVC´s (acidente vascular cerebral), que foram revertidos sem sequelas.
Morreu em decorrência da Covid-19 em 8 de abril de 2021 no Hospital Sírio-Libanês, na cidade de São Paulo, onde estava internado havia um mês.

## Prêmios
Em 2010, Ismael Ivo foi condecorado com Ordem do Mérito Cultural.